# Dani Aquino
Daniel Aquino Pintos (Murcia, 27 de julio de 1990), más conocido como Dani Aquino, es un futbolista español que juega de delantero en el UCAM Murcia C. F. de la Segunda Federación.
Hijo de Daniel Toribio Aquino, exfutbolista entre otros del Real Murcia, se formó en las categorías inferiores de este club con el que debutó en Segunda División con tan sólo 16 años. Aquino ha formado parte del Real Murcia, Club Deportivo Numancia de Soria, Real Valladolid, del Real Oviedo, del Atlético de Madrid, del Racing de Santander, del AEK Larnaca, del Piast Gliwice y del Club Deportivo Badajoz.

## Trayectoria

### Real Murcia
Formado en las categorías inferiores del Real Murcia durante 8 años, se inició en el mundo del fútbol profesional con 16 años, debutando en Segunda División en la temporada 2006-07 en el partido Real Murcia 1-4 CD Tenerife, anotando un gol en los últimos 20 minutos. 
En la temporada 2007-08, Lucas Alcaraz, que en ese momento era entrenador del Real Murcia no contó con él para el primer equipo hasta el 20 de enero de 2008 que lo hizo debutar en Primera División en el partido Zaragoza 3-1 Real Murcia. Con la llegada al equipo de Javier Clemente se hizo un sitio en el once pimentonero convirtiéndose en un jugador indiscutible. El 4 de mayo de 2008 anotó su primer gol en Primera División en Santander, en un partido en el que el Real Murcia certificó su descenso a Segunda División tras su derrota frente al Racing de Santander por 3-2 después de ir ganando por 0-2.

### Valladolid y Oviedo
El 8 de julio de 2011 se anunció que Daniel Aquino jugaría en el Real Valladolid durante la temporada 2011-2012. Un año después, en agosto de 2012, fichó por el Real Oviedo.

### Atlético de Madrid
En enero de 2013, durante el mercado invernal de la temporada 2012-13, rescindió su contrato con el Real Oviedo y fichó por el Club Atlético de Madrid "C". En la última jornada Aquino fue convocado por el primer equipo colchonero para el partido de liga contra el Real Zaragoza llegando a debutar en el minuto 88 sustituyendo a Adrián. En los pocos minutos que jugó tuvo tiempo de asistir a Diego Costa para que anotara el uno a dos de la victoria final por uno a tres.
Durante la pretemporada 2013-14 se estuvo especulando con la posibilidad de que Aquino jugara con el primer equipo pero debido a la edad que tenía, si jugaba durante la temporada algún partido con el primer equipo no podría volver a jugar con el filial. Por esta razón la idea fue descartada y Aquino permaneció toda la temporada en el Atlético de Madrid B en Segunda División B consiguiendo evitar el descenso de categoría en la eliminatoria de promoción ante el Caudal Deportivo.
La temporada 2014-15 la pasó de nuevo en el filial madrileño pero pese a que terminó la temporada anotando 17 goles en la Liga, no pudo evitar el descenso del equipo a la Tercera División. Días después de consumarse el descenso, Aquino abandonó el equipo y el 10 de junio de 2015 fichó por el Club Deportivo Numancia de Soria.

### Numancia
Debutó con el club soriano el 29 de agosto en la primera jornada de Liga. Aquino entró al campo en el minuto 82 cuando su equipo perdía 2-1 frente al Girona. Un minuto después anotó su primer gol de penalti que hizo el empate a dos de un partido que finalizó dos a tres a favor del Numancia.

### Racing de Santander
En julio de 2016 firmó por el Racing de Santander por un año.Esa misma temporada renovó contrato un año más al superar la cifra de 25 partidos jugados, en los que metió 12 goles, a falta de 10 partidos para que finalizara la temporada. Aquino acabó la temporada anotando 27 goles.

### Vuelta al Real Murcia y experiencias en el extranjero
El 7 de junio de 2018 el presidente del Real Murcia comunicó el regreso del jugador al conjunto pimentonero pagando su cláusula de rescisión de 30 000€.
En enero de 2019 se convirtió en nuevo jugador del AEK Larnaca, con el que disputó 16 de partidos y marcó tres goles en la segunda parte de la temporada 2018-19 del fútbol chipriota. En julio de ese año se convirtió en nuevo jugador del Piast Gliwice, firmando hasta junio de 2021 con el modesto club que conquistó la primera Ekstraklasa de su historia, lo que le permitiría disputar la fase previa de la Liga de Campeones.

### Regreso a España
En enero de 2020 regresó al fútbol español tras fichar por el Club Deportivo Badajoz donde disputó 60 encuentros y anotó 14 goles en dos temporadas y media siendo su mejor campaña la 2020/21 donde logró 9 goles y llegó a disputar la final del play-off de ascenso a Segunda División contra la S. D. Amorebieta.
El 16 de agosto de 2022 firmó por el Mar Menor F. C. para ayudar al equipo en la Segunda Federación. A mitad de temporada, tras conseguir cinco goles en los dieciséis partidos que jugó, se marchó al San Fernando C. D. que se encontraba en una categoría superior.
En junio de 2024 fichó por la A. D. Ceuta F. C. para la temporada 2024-25. En ella ayudó al equipo a ascender a la Segunda División y en julio de 2025 volvió a Murcia para jugar en el UCAM Murcia C. F.

## Selección nacional
En 2007 ganó con la selección sub-17 la Eurocopa sub-17 y ese mismo año, quedó subcampeón del Mundial de fútbol Sub-17.

## Clubes
| Club                       | País    | Año       |
| -------------------------- | ------- | --------- |
| Real Murcia C. F. Imperial | España  | 2006-2007 |
| Real Murcia C. F.          | España  | 2008-2011 |
| Real Valladolid C. F.      | España  | 2011-2012 |
| Real Oviedo                | España  | 2012-2013 |
| Atlético de Madrid "C"     | España  | 2013      |
| Atlético de Madrid "B"     | España  | 2013-2015 |
| C. D. Numancia             | España  | 2015-2016 |
| Racing de Santander        | España  | 2016-2018 |
| Real Murcia C. F.          | España  | 2018-2019 |
| AEK Larnaca                | Chipre  | 2019      |
| Piast Gliwice              | Polonia | 2019-2020 |
| C. D. Badajoz              | España  | 2020-2022 |
| Mar Menor F. C.            | España  | 2022-2023 |
| San Fernando C. D.         | España  | 2023-2024 |
| A. D. Ceuta F. C.          | España  | 2024-2025 |
| UCAM Murcia C. F.          | España  | 2025-     |

## Palmarés

### Títulos nacionales
| Título             | Club              | País   | Año  |
| ------------------ | ----------------- | ------ | ---- |
| Segunda División B | Real Murcia C. F. | España | 2011 |
| Segunda División B | C. D. Badajoz     | España | 2021 |

### Títulos internacionales
| Título         | Club (*)           | País    | Año  |
| -------------- | ------------------ | ------- | ---- |
| Europeo sub-17 | Selección española | Bélgica | 2007 |

(*) Incluyendo la selección.